# Dobór hodowlany

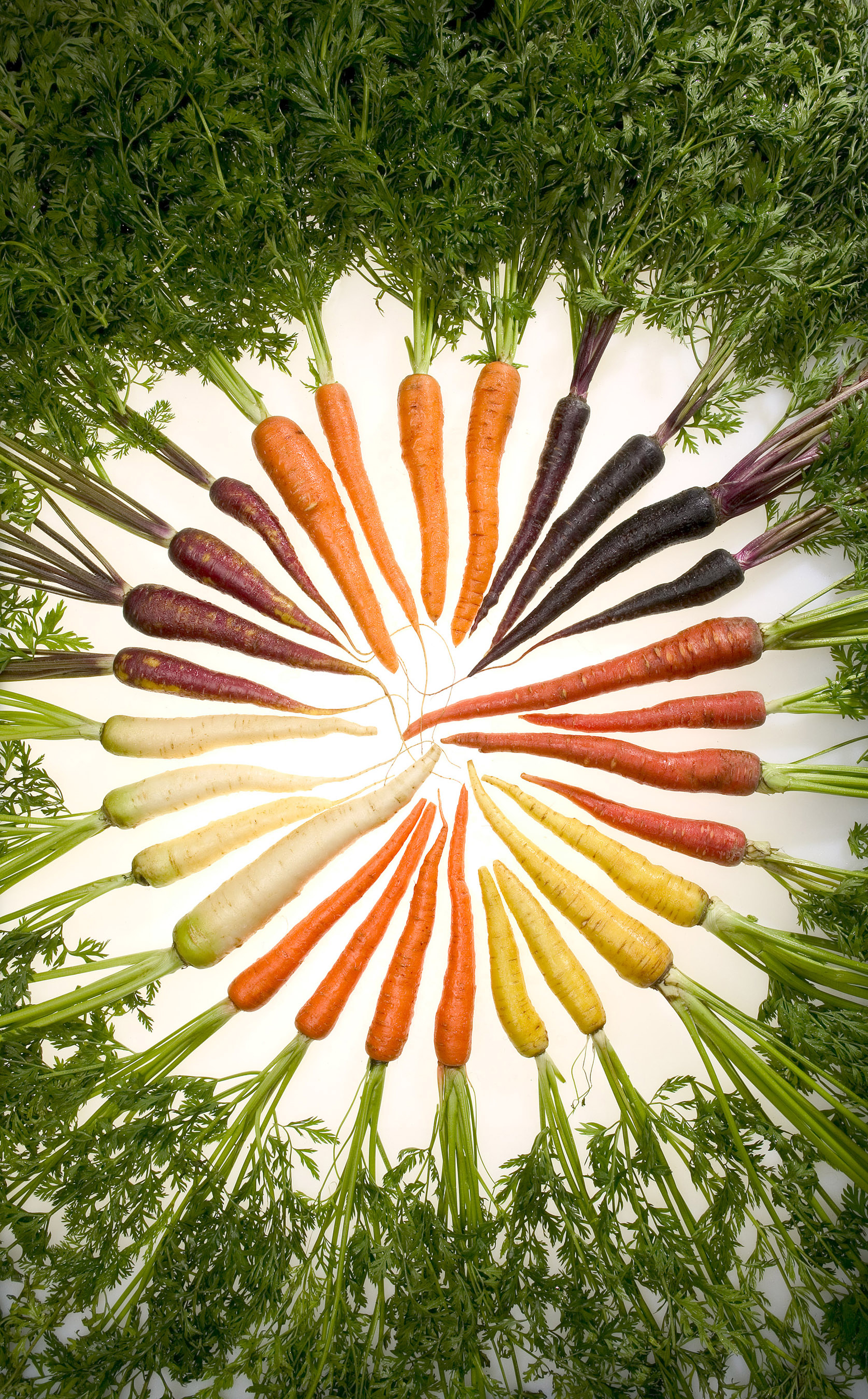
Odmiany marchwi o różnym kolorze korzenia spichrzowego uzyskane w wyniku doboru hodowlanego

Dobór hodowlany, dobór sztuczny, selekcja sztuczna – szczególny przypadek doboru naturalnego, gdzie dostosowanie jest warunkowane subiektywną oceną i działaniami hodowcy. Dobór hodowlany został zauważony przez Karola Darwina, choć nieświadomie był stosowany przez tysiąclecia w kulturach ludzkich.
Dobór sztuczny zwykle produkuje osobniki o cechach nieprzydatnych w warunkach naturalnych. 
Dobór hodowlany jest odpowiedzialny za ewolucję wielu udomowionych gatunków roślin i zwierząt. Badania polimorfizmu pojedynczego nukleotydu u kukurydzy (Zea mays) wykazały, że od 2% do 4% genów uległo zmianom w wyniku udomowienia. Badania obejmowały 774 geny, a ekstrapolacja wyników badań na cały genom pozwala przypuszczać, że około 1200 genów kukurydzy uległo zmianie w wyniku doboru sztucznego. Cechy które zdecydowały o sukcesie gatunków hodowanych przez człowieka to na przykład rączość u koni, obfita wełna u owcy, wyjątkowa barwa i puszystość futer niebieskich lisów. Niektóre gatunki, w tym zboża, wykorzystywane są przez człowieka od początku istnienia cywilizacji. Takie gatunki mogą nie mieć swojego odpowiednika wśród gatunków żyjących dziko, a ich dalsze istnienie uzależnione jest od działalności gatunku Homo sapiens. Trudno w takich przypadkach wyznaczyć granice między eksploatacją a mutualizmem, szczególnie że zapotrzebowanie pokarmowe człowieka jest realizowane przez niewielką liczbę gatunków udomowionych.
Zjawisko doboru sztucznego zostało dostrzeżone i opisane przez Charlesa Darwina. Naukowiec przywoływał je jako analogię doboru naturalnego, wskazując na ewolucję udomowionych gatunków i odmian. Powoływanie się na dobór sztuczny jako analogię, pozwalającą badać procesy doboru naturalnego populacji dzikich, było szeroko wykorzystywane przez Darwina do zaprezentowanej przez niego teorii ewolucji. Naukowiec po powrocie z podróży statkiem Beagle osiadł na wsi, wiele swoich obserwacji i doświadczeń prowadząc na organizmach udomowionych. Wyniki z tych doświadczeń uznał za wiarygodne dowody zaprezentowanej światu naukowemu teorii doboru naturalnego. Współtwórca teorii Alfred Russel Wallace odnosił się sceptycznie do przekonania Darwina o możliwości badania procesów ewolucji w naturze na przykładzie roślin i zwierząt udomowionych.